# رازنه
رازنه (به لهستانی:  Radzyny) یک روستا در لهستان است که در گمینا کاژمیژ واقع شده‌است.